# Mariana Aydar
Mariana Aydar es una cantante de MPB (música popular brasileña).

## Biografía
Mariana Aydar nació en São Paulo en 1980 en una familia de músicos. Su padre, Mário Manga, era un miembro del grupo Premê, y su madre Bia Aydar, ha sido la productora de diferentes artistas brasileños, como Lulu Santos y Luiz Gonzaga.
Mariana Aydar ha pasado nueve meses en París in 2004, para estudiar la música, y, allá, ha encontrado el cantante brasileño Seu Jorge. Ha actuado de telenoro en la gira de Seu Jorge, por Europa en 2015. Mariana Aydar está casada al multi-instrumentista Duani, que es igualmente su productor. Ella ha sido calificada de « cantante la más caliente del momento » por el semanal Veja, uno de los principales revistas brasileñas.

## Discografía

### Álbumes
- 2006 - Kavita 1
- 2009 - Peixes, Pássaros e Pessoa
- 2011 - Cavaleiro Selvagem Aquí Te Sigo
- 2015 - Pedaço Duma Asa